# Гандзакар
Гандзака́р (арм. Գանձաքար) — село в Тавушской области на северо-востоке Армении.
Главой сельской общины является Шаген Шагинян.

## География
Село расположено в 2 км к югу от административного центра Тавушской области — города Иджевана. Село раскинулось в ущелье на реке Уртиджур на протяжении 6 км. Окрестности занимают покрытые лесом горы. Дома, в основном, двухэтажные, с наклонной крышей.

## Этимология
Название села дословно означает "Камень сокровищ". Было получено в 1978 году. Также село иногда упоминается как Агдан, Верин Агдан, Верин Агтан.

## Население
Население села — армяне, в том числе, переселившиеся из соседнего села Неркин Агдан.
Динамика населения показана в таблице.
| Год       | 1831 | 1897 | 1926 | 1939 | 1959 | 1970 | 2001 | 2011 |
| Население | 327  | 1524 | 1942 | 2458 | 2445 | 2961 | 3451 | 3850 |

## Климат
Климат мягкий, количество осадков достаточное.

## Достопримечательности
В селе находится церковь св. Геворка VII века, часовня Сурб Кираки IX века и средневековое кладбище.
Вы можете посетить гору Тесилк и пещеру, 7 старинных часовен,  крепость Ашота Ерката  
https://www.facebook.com/100024114792543/videos/957722478924337